# Friedrich Karl Ludwig von und zu Guttenberg
Freiherr Friedrich Karl Ludwig von und zu Guttenberg (* 6. Juli 1767 in Eichelsdorf; † 13. Januar 1822 in Würzburg) war ein deutscher Gutsbesitzer und Polizeipräsident.

## Leben
Friedrich Karl Ludwig von und zu Guttenberg entstammte dem alten fränkischen Adelsgeschlecht der Guttenberg; er hatte noch fünf Geschwister.
Er war Gutsbesitzer, Domherr und Polizeipräsident in Würzburg.
In der 1. Wahlperiode von 1819 bis 1825 vertrat er als Mitglied der Kammer der Abgeordneten im 1. Landtag den Stimmkreis Obermainkreis; in dieser Zeit war er in beiden Landtagen Mitglied im V. Ausschuss für die Beschwerden und im VI. Ausschuss für die Prüfung der Anträge der Abgeordneten.

## Mitgliedschaften
Friedrich Karl Ludwig von und zu Guttenberg war von 1812 bis 1813 der Vorsitzende der Harmonie-Gesellschaft in Würzburg, die 1803 als Lesegesellschaft gegründet worden war.
Er war Mitglied im Landwirtschaftlichen Verein in Bayern.